# Inwazja Normanów na Anglię

Znaczące wydarzenia podczas podboju Anglii przez Normanów w 1066 roku

Inwazja Normanów na Anglię – ostatnia zakończona sukcesem próba podboju Brytanii. Przyczyną była bezpotomna śmierć 5 stycznia 1066 roku w Westminsterze króla Anglii Edwarda Wyznawcy. Król Edward, zajmujący się bardziej religią niż sprawami państwa, który mimo posiadania żony żył niczym w celibacie, obiecał na wiele lat przed swoją śmiercią następstwo tronu dalekiemu kuzynowi ze strony matki, księciu Normandii Wilhelmowi, jednak na łożu śmierci ustanowił następcą swojego szwagra Harolda, hrabiego Wessexu, który w dzień po śmierci króla koronował się.
Na przełomie lipca i sierpnia Normanowie Wilhelma Zdobywcy zgromadzili flotę w ujściu Dives i w zatoce Calvados liczącą ok. 1000 statków i 10–12 tys. ludzi i oczekiwali na sprzyjający wiatr. W nocy z 27 na 28 września flota normandzka podniosła kotwice i nazajutrz wylądowała bez przeszkód na wybrzeżu angielskim, tracąc jedynie dwa okręty, w Pevensey, między Eastbourne i Hastings, gdzie Normanowie dzień później założyli umocniony obóz.
Tymczasem Harold, który właśnie rozbił pod Stamford armię norweską Haralda Hardrady atakującą Anglię od północy, na wieść o lądowaniu Normanów rozpoczął marsz na Hastings zbierając po drodze fyrd (pospolite ruszenie).
14 października odbyła się pod Hastings zacięta bitwa, w której Normanowie pobili angielskie wojska. W walce zginął Harold, trafiony normańską strzałą w oko. Po bitwie Wilhelm rozpoczął marsz na Londyn. 20 października nakazał spalenie Romney za wymordowanie załogi zabłąkanego normańskiego statku i zajął Dover.
Co prawda, w Londynie, na wieść o śmierci Harolda, został koronowany na króla Anglii ostatni potomek męski dynastii cerdyckiej, 13-letni Edgar II Ætheling, wnuk Edmunda II Żelaznobokiego, przyrodniego brata Edwarda Wyznawcy, jednak po zdobyciu Canterbury przez Normanów i poddaniu przez królową-wdowę Winchesteru nie był on w stanie zorganizować skutecznego oporu. W grudniu Normanowie zdobyli Rochester i rozpoczęli oblężenie Londynu uzyskując niebawem poparcie Stiganda, arcybiskupa Canterbury.
Będący w beznadziejnej sytuacji Edgar podjął rokowania pokojowe – w Berhampstead przyrzekł Wilhelmowi wierność. Normanowie zajęli Londyn.
25 grudnia 1066 roku Wilhelm Zdobywca został koronowany w Winchesterze na króla Anglii. Wydał akt zakazujący wojskom normańskim grabieży i nałożył kontrybucję za walkę przeciw Normanom. Wkrótce rozpoczął budowę fortec w strategicznych miejscach kraju, które stały się podstawą władzy normańskiej w Anglii.